# ددریک سولی-تانگن
ددریک سولی-تانگن (به انگلیسی: Didrik Solli-Tangen) (زاده ۱۱ ژوئن ۱۹۸۷) خواننده نروژی است.
او در مسابقه آواز یوروویژن ۲۰۱۰ نماینده نروژ بود.